# يوهانا شميت
يوهانا شميت (بالإنجليزية: Johanna Schmitt)‏ هي عالمة بيئة أمريكية، ولدت في 1952.